# Псевдонаука
Псевдонау̀ка (на гръцки: ψευδής или лъженау̀ка – лъжлив, неверен + наука) е вид твърдение, дейност, метод, практика или теория които твърдят, че са научни и които на пръв поглед дори може да изглеждат научни, но на които липсват някои от характерните за науката изисквания:
1. не използват научния метод
2. не могат да представят разумни и достоверни доказателства
3. не отговарят на елементарни научни критерии

## Определение
Най-общо казано псевдонауката се характеризира с неяснота, непълнота, изопачаване или преувеличаване на ефектите и обикновено липса на прогрес в развитието на теорията и нежелание за експериментална проверка.
Съществуват епистемологични разногласия по отношение на научния метод и използваните критерии за разграничаване на науката от псевдонауката и по принцип за намиране на обективен и надежден начин за класифицирането им.
А. Стефанов предлага разграничението наука-псевдонаука да се направи не чрез критерия за демаркация, а чрез осмисляне на предмета и методите на науката. Според Стефанов псевдонаука са всички онези спекулативни и манипулативни дейности, които претендират да са научни, но не са, защото имитират научната дейност, представят се за такава, в най-добрия случай се доближават до нея, но по някои характеристики се различават. Псевдонаука са всички прояви на теоретическа и практическа дейност, които са извън-научни, но чиито агенти претендират да ги легитимират като научни.
Други думи за това понятие са лъженаука (според Речник на българския език (БАН) псевдонаука е еквивалент на лъженаука), паранаука (от гр. Пара – до, наблизо, покрай, но и извън), квазинаука (лат. Quasi – уж, като че ли) – привидна наука. Стефанов приема, че семантичните нюанси на другите понятия са обхванати от понятието псевдонаука.

Руският професор С. Кутателадзе обаче вижда разлика между псевдонаука и лъженаука, като последната разчита на финансиране :

Псевдонауката е кривото огледало на науката, нейна сянка. В рамките на псевдонауката съществува злокачествено образувание – лъженауката, която съществува благодарение на парите, отпускани за наука.
—С. Кутателадзе, Вестник Владикавказского научного центра, 2004, Т. 4, № 2, 24 – 26В оригинал 
Псевдонаука – кривое зеркало науки, тень науки. Внутри псевдонауки существует злокачественное образование – лженаука...Лженаука – это псевдонаука, существующая на деньги науки
.
Разлика в понятията долавя и В. Степин, според когото „Понятието антинаука се фиксира посредством множество термини: девиация
на науката, паранаука, псевдонаука и накрая, лъженаука“.
На български двата термина псевдонаука и лъженаука се използват в най-общия случай взаимозаменяемо, но в научните среди се предпочита първият. Според Л. Гурова проблемът с псевдонауката е претенцията ѝ за научност, защото тя се стреми да отклони средства от науката и по този начин я злепоставя .

## Отличителни особености
Трябва да се различава псевдонауката от неизбежните научни грешки и от естествените исторически етапи в развитието на науката. Характерните отличителни черти на псевдонаучната теория са:
- игнориране или изкривяване на факти, известни на автора на теорията, но противоречащи на неговите постановки;
- нефалсифицируемост (според критерия на Попър), т.е. невъзможност да се извърши експеримент (макар и мислен), един от принципно възможните резултати от който би противоречал на дадената теория;
- отказване от опити да се сверят теоретичните изчисления с резултатите от наблюденията при наличие на такава възможност, замяна на проверките с позоваване на „интуицията“, „здравия разум“ или нечие „авторитетно мнение“;
- използване в основата на теорията на недостоверни данни (т. е. данни, непотвърдени от поредица независими експерименти или от изследователи, или намиращи в границите на грешката на измерване), или на недоказани положения, или е основана на грешки в изчисленията. Към тази точка не се отнася научната хипотеза, ясно определяща базовите положения.

С други думи, псевдонауката игнорира най-важните елементи на научния метод – експерименталната проверка и поправянето на грешките. Отсъствието на тази обратна връзка лишава псевдонауката от връзка c обекта на изследване и я превръща в неуправляем процес, силно подложен на натрупване на грешки.
Трябва да се отбележи, че често псевдонауката не е лъжа, в смисъл на преднамерено заблуждаване на някого, а липса на критично мислене и проява на невежество. Съществуват множество и постоянно се появяват нови теории и хипотези, които могат да изглеждат псевдонаучни по ред причини:
- нов, непривичен формализъм (език на теорията);
- фантастичност на следствията от теорията;
- отсъствие или противоречивост на експерименталните доказателства (например, вследствие на недостатъчна технологична осигуреност);
- отсъствие на информация или знания, необходими за разбирането ѝ;
- използване на терминология от стари, отхвърлени от науката възгледи за формулиране на новите теории;
- конформизъм на този, който я оценява.

Ако авторът на теорията предвижда потенциалната възможност тя да се подложи на независима проверка, то тази теория не може да се нарече псевдонаука, каквато и да е степента на нейната „налудничавост“ (по думите на Нилс Бор). Някои такива теории може да станат „протонауки“, пораждайки нови направления в изследванията и нов език за описване на действителността (вж „Ефект на Галилей“ по-долу).
От друга страна, „степента на налудничавост“ на теорията или нейното непризнаване все още не са достатъчен признак за нейната новост и научност, въпреки че много псевдоучени са склонни да изтъкват това в своя защита.
Не бива също така към псевдонауката да се отнася това, което не е наука поначало и е свързано с други аспекти на живота, например религия, философия, фолклор, психотерапия.

## Класификация. Критерии
Отнасянето на някои видове човешка дейност към псевдонауката нерядко става постепенно, успоредно с развитието на човечеството и с отхвърлянето на остарелите разбирания.
Така, някои емпирични науки от миналото са дали значителни резултати, но към днешния момент те са се изродили и са станали раздели на окултизма, например:
- Алхимия – дала е началото на химията
- Астрология – дала е началото на астрономията

Всъщност това са „протонауки“ от миналото, предшественици на съвременната наука. Псевдонаучни днес са само опитите те да се използват като алтернатива на съвременната наука, използването на тяхната „почтена възраст“ като оценка за истинността им.
Ето някои примери за по-съвременни теории, които или не са преминали проверка, или изцяло са преразгледани и преобразувани в съответствие с нови данни:
- Теория за топлорода – дала е началото на молекулярна термодинамика
- Теория на Ламарк – дала е началото на еволюционната теория на живота, в противовес на религиозната догма за „Акта на Сътворението“.
- Теория за световния етер (ефир) – тя е била една от първите смели опити да се изучи структурата на „пустотата“, „празното“ пространство, като е провокирала цяла редица експерименти по нейната проверка, които са довели до основно преразглеждане на понятието за физическия вакуум. Във физиката днес продължават изследванията на структурата на веществото, включително с използването на неутралния термин „световен ефир“, съдържанието на който, естествено, кардинално е променено.

Други „науки“, обратно, са се появили като некоректни опити да се основе нова, алтернативна наука:
- Ново учение за езика, или яфетическа теория
- Критична историография, в частност „новата хронология“ на Фоменко
- Торсионни полета
- Теория на вълновия геном
- Информациология

Трети са опит да свържат съвременните научни теории с религиозни или мистически учения:
- Телегония
- Парапсихология (телепатия, телекинеза)
- Християнска психология
- Научен креационизъм
- Интелигентен дизайн
- Сциентология
- Евгеника

Накрая, четвърти представляват различни видове учения („оздравителни системи“, психологически учения, политически движения и др.), близки до религиозните:
- Валеология
- Дианетика
- Хомеопатия
- Инвайрънментализъм
- Френология

При тези учения в различна степен присъстват както елементи, които могат да се приемат от „доказателствената наука“, така и постулати, които привържениците им приемат без доказване (например, потенциране и „пренасяне на информацията“ в някои хомеопатични школи).

## „Ефект на Галилей“
Бидейки непризнати от официалната наука, много псевдоучени обичат да се сравняват с Галилео Галилей, който е преследван заради неговата научна теория, противоречаща на тогавашните представи. Това им придава известен ореол на „борци със закостенялата официална наука“. Обаче при по-внимателно разглеждане трябва да се признае, че такава аналогия е неуместна. Едва ли е коректно да се прави сравнение между Инквизицията с нейния репресивен апарат и съвременното научно общество. Освен това, въпреки противодействието на църквата, много скоро учението на Николай Коперник е признато от останалите учени, за разлика от ученията на псевдоучените (така например астрологията не е получила никакво потвърждение в течение на стотици години съществуване).
В по-късно време, например по времето на Студената война, в СССР, по идеологически причини, дълго не се дава възможност за развитие на генетиката и кибернетиката – съветската власт ги определя за лъженауки (по-точно, за „буржоазни лъженауки“), докато в западния свят те търпят бурно развитие.